# Fernand Mourret
Fernand Mourret, né à Eygalières le 3 décembre 1854 et mort le 28 mai 1938 à Paris, est un prêtre catholique, historien et écrivain français.

## Biographie
Prêtre de Saint-Sulpice à Paris, conseiller et ami du philosophe Maurice Blondel et de l'ecclésiastique Johannès Wehrlé, Fernand Mourret enseigna l'histoire au séminaire Saint-Sulpice de 1902 à sa mort,. Il est également l'auteur d'une Histoire générale de l'Église en plusieurs tomes et d'une vie de la religieuse Marie Rivier.

## Publications sélectives
- La Vénérable Marie Rivier : fondatrice des Sœurs de la Présentation de Marie de Bourg-Saint-Andéol (Ardèche), 1768–1838, Desclée de Brouwer et Cie, Paris, 1898 (lire en ligne)
- Histoire générale de l'Église, Bloud et Gay, Paris, 1914–1921 (9 volumes)[6]